# 七越製菓
株式会社七越製菓（ななこしせいか）は、埼玉県さいたま市中央区に本社を置く製菓会社である。煎餅、おかきを製造、販売している。1984年3月設立。

## 事業所
- 本社・第一工場・支店：埼玉県さいたま市中央区上峰2-3-9
- 第二工場：埼玉県さいたま市中央区上峰2-3-3
- 第三工場：埼玉県さいたま市中央区上峰1-21-2
- 北浦和店：埼玉県さいたま市浦和区北浦和4-1-10
- 武蔵浦和店：埼玉県さいたま市南区沼影1-3-9（2012年6月15日オープン）
  - 北浦和店と武蔵浦和店は「ななこし」の名称で店舗を展開している。